# Plomb tétraéthyle
Le plomb tétraéthyle ou tétraéthylplomb, ou tétraéthyle de plomb, est un liquide incolore, huileux, d'odeur caractéristique, de formule brute Pb(C2H5)4 et très toxique.

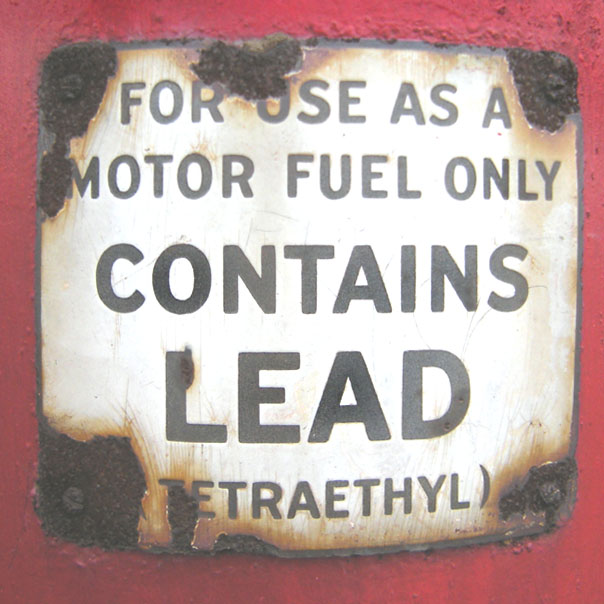
Inscription sur une ancienne pompe à essence (États-Unis).

Avec le tétraméthylplomb (également très toxique), il constituait l'un des principaux composants des produits antidétonants (en) pour carburants, l'autre produit très utilisé en complément étant aussi un composé organométallique : le (méthylcyclopentadiényl)manganèse tricarbonyle (MMT), également très toxique, mais a priori beaucoup moins problématique pour l'environnement que le plomb tétraéthyle, une fois qu'il s'est dégradé, après la combustion.
Ces dérivés du plomb avaient une fonction secondaire qui était de protéger les soupapes en évitant la récession de leurs sièges (on avait constaté durant la Première Guerre mondiale qu'une fine couche de plomb déposée dans le fut des canons avait un effet lubrifiant protecteur) mais leur première fonction était d’augmenter l’indice d'octane du carburant (anti-détonant).
Selon l'Organisation des Nations unies (ONU) en 2015, 103 millions de personnes étaient encore exposées à l'essence au plomb rien qu'en Algérie, en Irak et au Yémen. Après son interdiction dans la plupart des pays, le plomb tétraéthyl est resté utilisé légalement ou avec dérogation dans certains moteurs hors-bord, pour des voitures de collection ou de compétition et dans l'Avgas (carburant de l'aviation légère où il a été progressivement interdit dans les années 2010-2020 car trop polluant,).
Le 30 août 2021, l'ONU a finalement annoncé la fin officielle de l'utilisation de l'essence au plomb dans le monde, avec l'arrêt de sa commercialisation en Algérie.

## Synthèse chimique
Le plomb tétraéthyle est obtenu par la réaction du chlorure d'éthyle et du plomb (sous forme d'un alliage de sodium et de plomb).
4 NaPb + 4 C2H5Cl → Pb(C2H5)4 + 3 Pb + 4 NaCl

## Propriétés physicochimiques et biologiques
À température élevée, il se décompose en formant du (CH3CH2)3Pb et des radicaux éthyles. Cette propriété a été mise à profit pour accroître l'indice d'octane des carburants utilisés dans les moteurs à explosion, entre les deux guerres mondiales, dans un premier temps, pour améliorer les performances des moteurs d'avions.
Ces radicaux éthyle réagissent avec d'autres radicaux, qui se forment spontanément pendant la phase de compression du mélange air-carburant. S'ils étaient seuls, ces autres radicaux formés lors de la compression entraîneraient une réaction en chaîne qui initierait la combustion avant qu'elle ne soit déclenchée par l'étincelle de la bougie. On évite ainsi les cliquetis du moteur, dysfonctionnements liés à un auto-allumage prématuré dans la chambre de combustion.

## Biotoxicologie
En raison de sa structure non ionique et de la présence des quatre groupes éthyles il est très lipophile. Le fait que le plomb tétraéthyle se solubilise spontanément et très bien dans les hydrocarbures vient de la faible polarité des liaisons carbone-plomb.
Son caractère lipophile le rend très bioassimilable, à travers la chaîne alimentaire, ou la peau (passage transcutané).
C'est un polluant persistant : sa dégradation est très lente dans l'environnement, et en se dégradant il libère du plomb très toxique pour l'Homme, les animaux (saturnisme animal) et la plupart des plantes, et le plomb n'est ni biodégradable, ni dégradable.
C'est une des sources de saturnisme pour l'Homme. Il fait partie des polluants métallo-organiques persistants.

## Histoire
C'est en 1921 que Thomas Midgley Jr. collaborateur de Charles Kettering au sein des laboratoires de recherches de la General Motors (États-Unis), découvre la propriété antidétonante du plomb tétraéthyle et du plomb tétraméthyle lors de leur adjonction à l'essence.
En dépit de nombreux accidents mortels liés à des intoxications au plomb pendant la phase d'industrialisation, Standard Oil (Esso/Exxon) et General Motors créent la société Ethyl Gasoline Corporation qui va fabriquer et commercialiser le plomb tétraéthyle, acquérant grâce à ses brevets une situation de monopole durant plus d'une décennie. En effet, ce produit avait été doublement breveté (pour sa fabrication et pour son utilisation) et la complexité de sa fabrication lui donnait une protection accrue contre la copie, permettant aux deux multinationales pétrolières et à General Motors de bénéficier de marges importantes. En pratique, il existait un produit de substitution et inoffensif, mais non brevetable et très facile à fabriquer par n'importe qui muni d'un distillateur : l'éthanol, qui aurait pu assurer le même rôle antidétonant que le plomb tétraéthyle, mais produire de l'éthanol n'aurait rapporté que des marges réduites aux sociétés concernées, sans en outre pouvoir leur assurer un monopole.
La combustion de millions de tonnes d'essence plombée a libéré d'énormes quantité de plomb dans l'air (exemple : plus de 240 000 tonnes rien que pour l'Australie de 1932 à 2002 selon un calcul fait par Kristensen & al.).
Il faut attendre 1972 pour que l'EPA entreprenne une action visant à interdire l'utilisation des plombs tétraéthyle et tétraméthyle dans les carburants, ce qui déclenche une riposte juridique presque immédiate des producteurs de plomb tétraéthyle[réf. nécessaire]. Dans les années 1970, le développement des pots catalytiques conduit à l'abandon du plomb tétraéthyl dans l'essence : le plomb détruit les pots catalytiques.
L'EPA, vainqueur du procès que lui a intenté l'Ethyl Gasoline Corporation, obtient l'abandon de l'essence plombée aux États-Unis entre 1976 et 1986. L'essence sans plomb se répand dans les années 1990 en France. L'interdiction se fait par une directive qui s'applique à partir de 2000 au sein de l'Union européenne.
À partir de 2002, l'ONU pousse à l'abandon du plomb tétraéthyle dans le monde.
En Afrique et Amérique du Sud, de très nombreux pays continuent d'utiliser massivement l'essence plombée ou ne l'ont interdit (comme au Venezuela) que récemment. Par exemple en 2015, 103 millions de personnes sont encore exposées au plomb de l'essence, en Algérie, Irak et au Yémen. L'Algérie est le dernier pays à cesser d'utiliser l'essence au plomb. L'ONU se félicite de sa fin totale le 30 août 2021.
L'avgas utilise encore le tétraéthylplomb mais des remplacements sont proposés.

## Pollution atmosphérique globale
Clair Patterson qui cherchait à dater la Terre par une méthode de datation radiométrique (uranium-thorium-plomb) s'aperçut que son environnement au California Institute of Technology, non loin de Los Angeles, était fortement contaminé par le plomb.
Il poursuivit ses recherches, dans un premier temps dans l'océan, puis dans les glaces polaires et jusque dans les aliments. Il put ainsi montrer que l'essentiel du plomb atmosphérique qui avait énormément augmenté depuis le début du XXe siècle était d'origine anthropogénique et pour une très grande partie issu du plomb tétraéthyle introduit dans l'essence. Le plomb étant depuis longtemps connu pour être un puissant neurotoxique, Patterson se lança dans une longue croisade pour son élimination.
Ce plomb est retombé en partie dans les océans (où il peut être en partie remobilisé et bioconcentré par le réseau trophique), ou bien il est retombé sur les sols où sa durée de demi-vie serait d'environ 700 ans.
Ce plomb peut encore être retrouvé des décennies plus tard dans les murs poreux, les tunnels routiers ou dans les cernes du bois d'arbres ayant poussé à proximité de routes fréquentées. Deux scientifiques (Heichel et Hankin, en 1972) ont montré que la composition isotopique du plomb microparticulaire intégrée dans les écorces était identique à celle du plomb additif de l'essence.
Dans les années 1980, l'utilisation du plomb dans l'essence est répandue dans les pays européens. Par conséquent, l'Europe est devenu le premier émetteur de plomb dans l'atmosphère.
En France, selon un rapport du Sénat publié en 2002, 90 % des émissions de plomb étaient dues au trafic routier. L'interdiction de l'essence au plomb, en vigueur au 1er janvier 2000, conduit à une division par trois des émissions de plomb entre 1997 et 2002.
Malgré l'arrêt de son utilisation, les conséquences de la pollution au plomb tétraéthyle se feront encore sentir pendant plusieurs décennies.

## Réglementation
Les carburants pour automobiles ordinaires contenant du tétraéthylplomb (0,1 à 0,4 g l−1 d'essence) tendent à disparaître depuis les années 1980 ; ils sont interdits à la vente dans l’Union européenne depuis l'an 2000, et dans le monde entier depuis 2021.